# Schroederella luteoala
Schroederella luteoala är en tvåvingeart som först beskrevs av Garrett 1925.  Schroederella luteoala ingår i släktet Schroederella och familjen myllflugor.
Artens utbredningsområde är Illinois. Inga underarter finns listade i Catalogue of Life.